# Llantwit Major
Llantwit Major (in gallese Llanilltud Fawr, cioè la più grande chiesa di Illtud) è una piccola città costiera nel Vale of Glamorgan (nel Galles meridionale) lungo la costa del canale di Channel.
La città crebbe attorno al monastero che fu fondato nel VI secolo da san Illtud come centro di studi. E qui avrebbero studiato san David, san Patrizio, san Samson, san Pirano (patrono della Cornovaglia), san Petroc (che fondò Padstow in Cornovaglia), san Nectano, san Morwenna (che fondò Morwenstow in Cornovaglia), san Gildas, san Tudwal e san Baglan. Da qualcuno è stata considerata come l'università più vecchia del mondo.

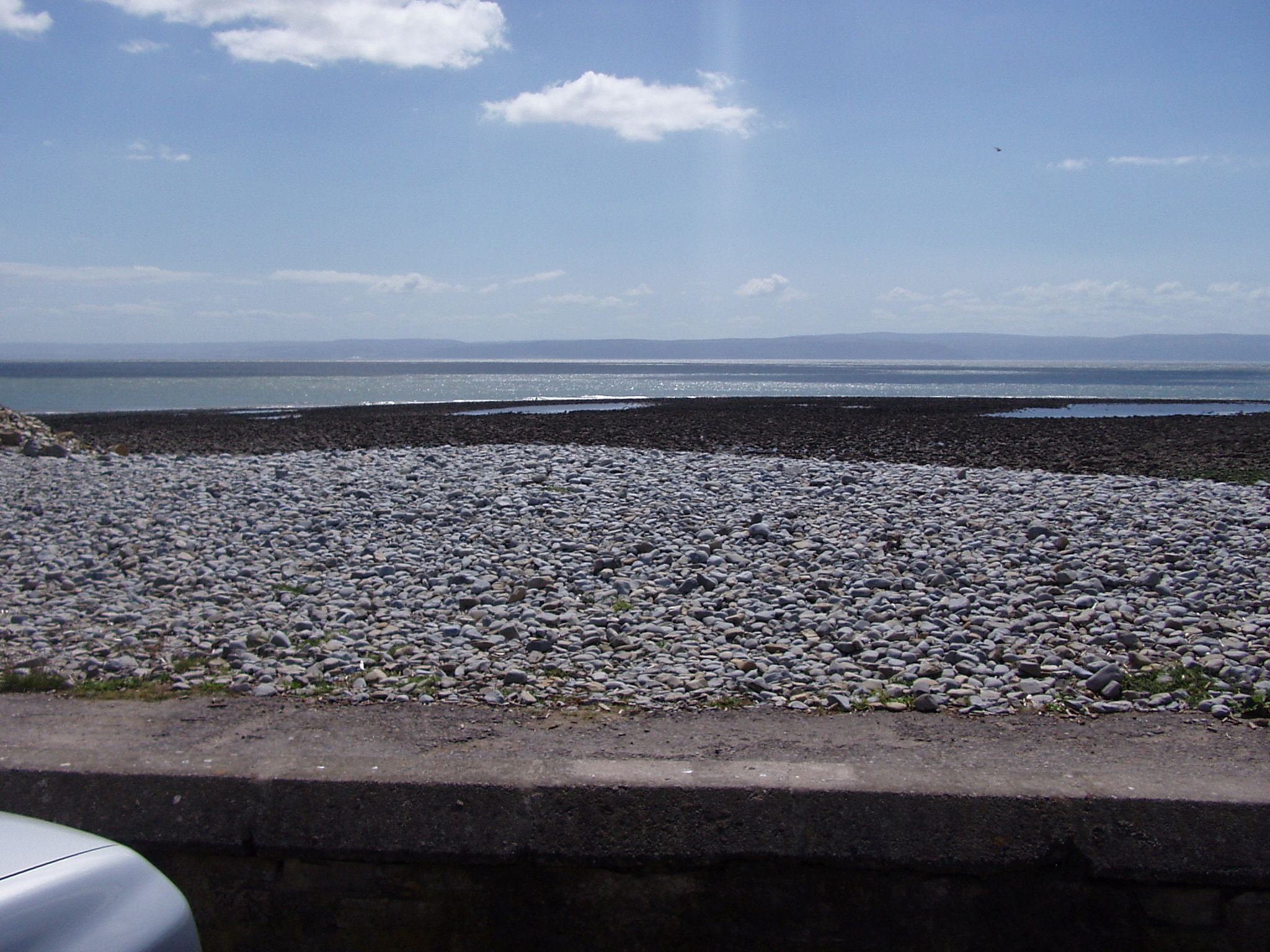
La spiaggia di Llantwit Major

Tra le attrazioni della città, sono la chiesa parrocchiale di san Illtud (XII secolo), il municipio di XV secolo e il castello di san Donato (XII secolo) e una villa romana. La città è gemellata con quella francese di Le Pouliguen.

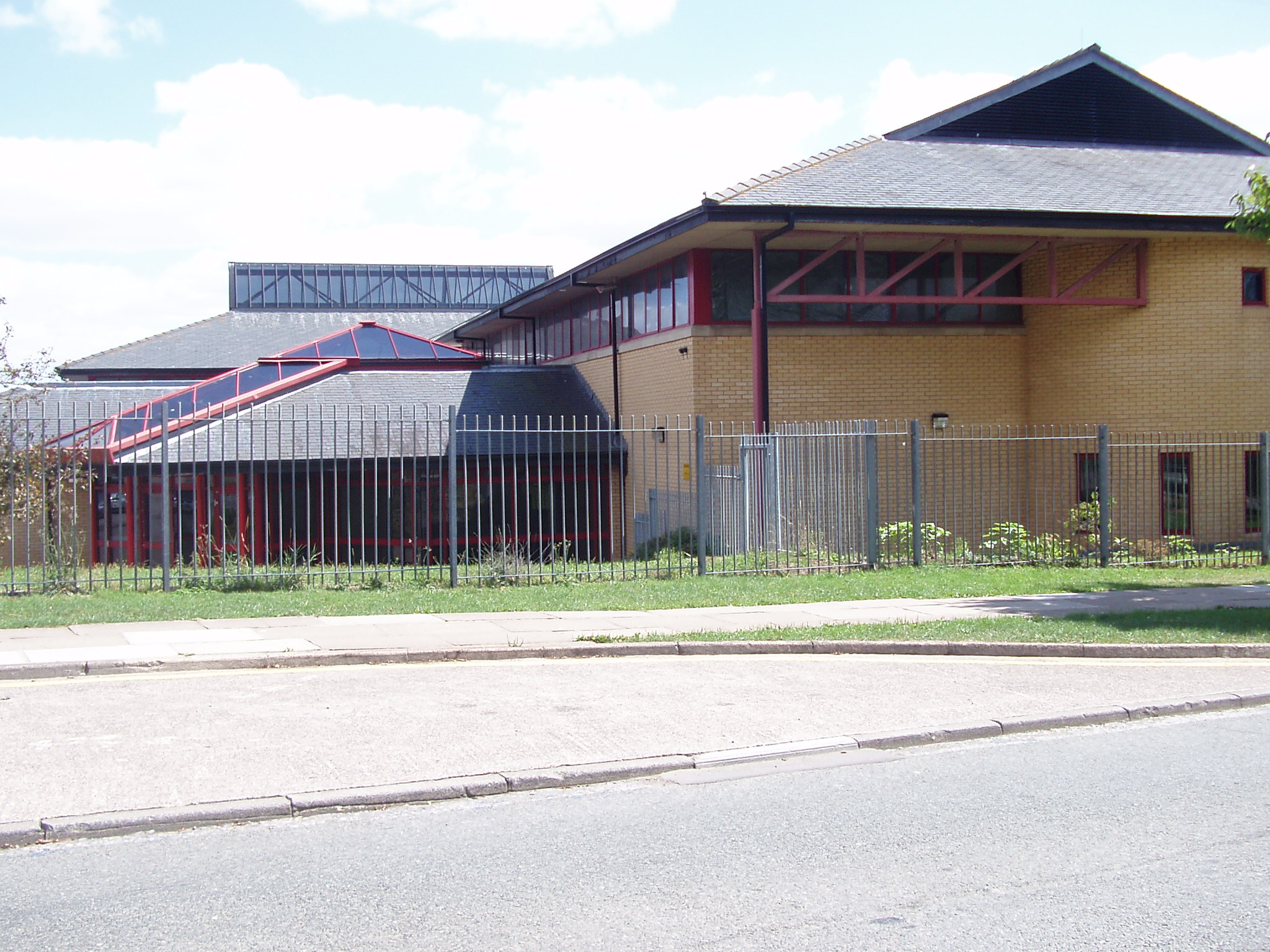
Llantwit Major School

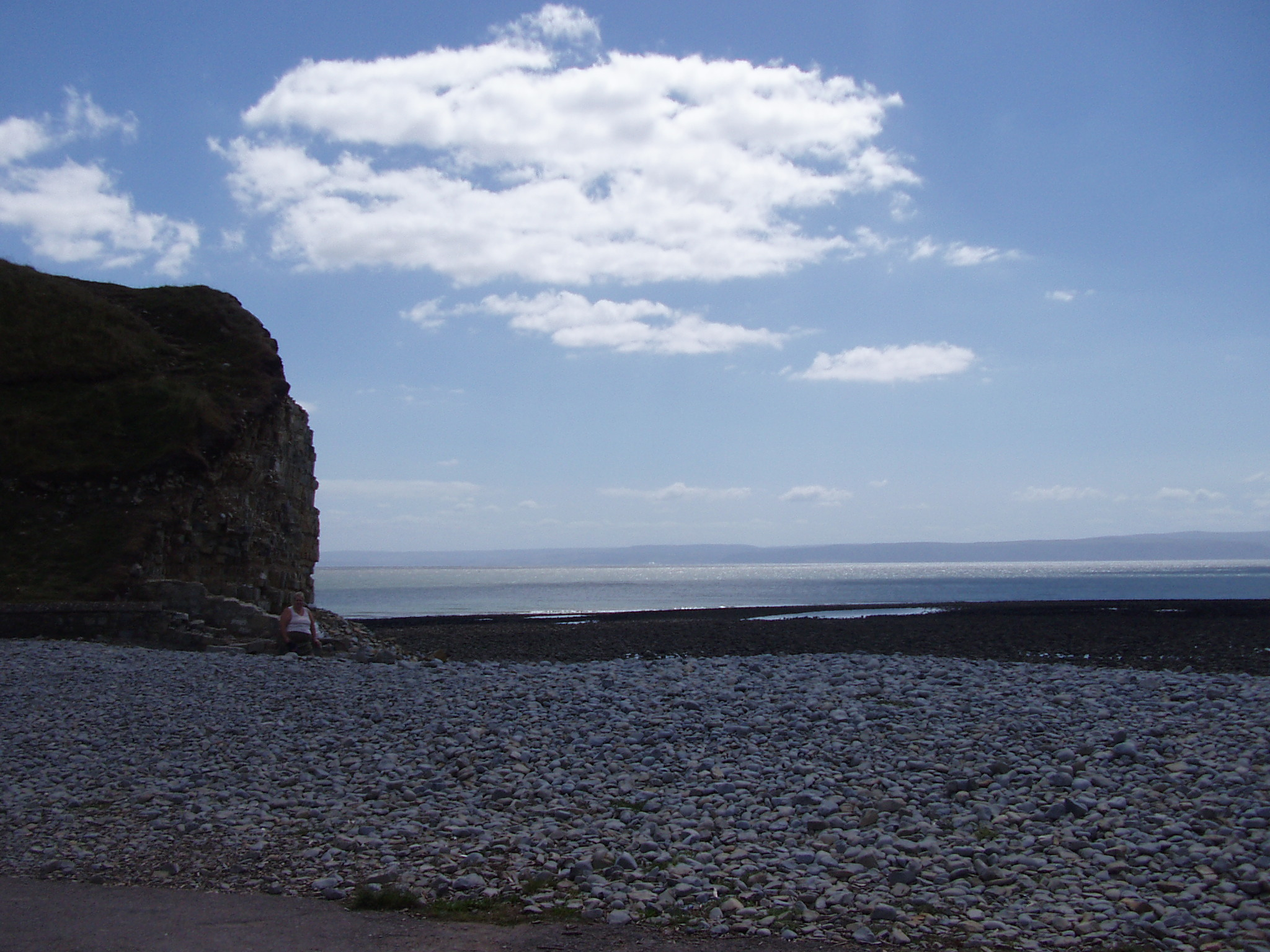
Vista dalla spiaggia di Llantwit Major attraverso il canale di Bristol